# José Belbey
El Dr. José Belbey (1894-1960) fue un reconocido médico argentino. Fue presidente de la Asociación Médica Argentina (AMA) en el período 1958-1960. También fue presidente de la Sociedad de Medicina legal y toxicología.